# ヴィルヘルム2世 (ヴュルテンベルク王)
ヴィルヘルム2世（Wilhelm II., 1848年2月25日 - 1921年10月2日）は、ヴュルテンベルク王国の第4代国王（在位：1891年 - 1918年）。ヴュルテンベルク王子フリードリヒ（フリードリヒ1世の孫、1808年 - 1870年）とその妻であったヴィルヘルム1世の王女カタリーナの息子。

## 生涯
1848年2月25日、シュトゥットガルトに生まれた。1877年2月15日にヴィルヘルムはアロルセン（現バート・アロルセン）でマリー・フォン・ヴァルデック＝ピルモント（1857年 - 1882年）と結婚し、彼女との間には後に一人娘のパウリーネ（1877年 - 1965年、ヴィート侯フリードリヒと結婚）が生まれた。次いでマリーと死別した後の1886年4月8日にビュッケブルクでシャルロッテ・ツー・シャウムブルク＝リッペ（1864年 - 1946年）と再婚した。
1891年、嗣子がなかったカール1世の死去をうけて王位に即いた。カール1世は、女系で見るとヴィルヘルム2世の叔父に、男系で見ると父の従弟（いとこ違い）にあたる。
晩年、後継者問題に悩まされた。ヴィルヘルム2世も最近親のプロテスタントであるニコラウス・フォン・ヴュルテンベルク（ヴィルヘルム2世の曽祖父の弟の孫、1903年没）も息子がおらず、ヴィルヘルム2世の死後にはカトリックであるアルブレヒト・フォン・ヴュルテンベルク（ヴィルヘルム2世の曽祖父の弟の曽孫）が王位を継承すると予想された。アルブレヒトはドイツ革命により王位を継承することはなかったが、ヴィルヘルム2世の死後にヴュルテンベルク王位請求者になった。
1916年7月23日、ヴィルヘルム2世は陸軍元帥に任官した。1918年、ドイツ帝国の崩壊により、皇帝や諸王たちとともに退位した。そして1921年10月2日、隠棲先のベーベンハウゼンで死去した。